# آرپ (تگزاس)
آرپ، تگزاس(به انگلیسی: Arp, Texas) شهری در شهرستان اسمیت ایالت تگزاس از ایالات جنوبی ایالات متحده آمریکا است. در سرشماری سال ۲۰۰۰، جمعیت این شهر ۱۰۴۰ نفر اعلام شد.